# Friedrich Struckmeier
Friedrich „Fritz“ Struckmeier  (* 13. April 1900 in Herne; † 20. Oktober 1944 in der JVA München-Stadelheim) war Bergmann und Mitglied beziehungsweise Unterstützer der Widerstandsgruppe um Franz Zielasko und wurde als Opfer der NS-Justiz in München-Stadelheim hingerichtet.

## Wirken
Friedrich Struckmeier war in Herne in der Wiesenstraße 36 wohnhaft. 1943 wurde Franz Zielasko von der Sowjetunion aus mit dem Fallschirm im besetzten Polen abgesetzt und reiste von dort ins Ruhrgebiet, um dort eine Widerstandsgruppe gegen das nationalsozialistische System zu etablieren. Bereits nach kurzer Zeit flog die Gruppe auf und im August 1943 zerschlug die Gestapo den Widerstand. Es kam zu mehreren Festnahmen. Die Zahlen schwanken zwischen 44 beziehungsweise 56 Verhafteten in mehreren Städten des Ruhrgebiets. Auch Fritz Struckmeier war unter ihnen. Am 2. Juli 1944 verurteilte der Volksgerichtshof Struckmeier zum Tode. Am 20. Oktober 1944 wurde er mit weiteren Mitgliedern der Gruppe Zielasko wie Erich Porsch, Andreas Schillack sen., Gerhard Possner und Andreas Schillack jun. mit dem Fallbeil in Stadelheim hingerichtet.
Struckmeier war mit Auguste Struckmeier verheiratet. Das Ehepaar hatte zwei Söhne.